# Helga Radtke
Helga Radtke (Sassnitz, 16 maggio 1962) è un'ex lunghista e triplista tedesca.
Fino al 1990 gareggiava a livello internazionale per la Germania Est. Ha all'attivo numerose presenze in nazionale, tra cui una partecipazione ai Giochi olimpici di Barcellona 1992, dove prese parte alla gara del salto in lungo, ma fu eliminata durante le fasi di qualificazione.
Nel 1985 vinse la medaglia d'oro nel salto in lungo ai Giochi mondiali indoor, gara che dall'edizione successiva prese la denominazione di campionati del mondo di atletica leggera indoor.

## Palmarès
| Anno                | Manifestazione      | Sede                | Evento              | Risultato           | Prestazione         | Note                |
| Per la Germania Est | Per la Germania Est | Per la Germania Est | Per la Germania Est | Per la Germania Est | Per la Germania Est | Per la Germania Est |
| ------------------- | ------------------- | ------------------- | ------------------- | ------------------- | ------------------- | ------------------- |
| 1979                | Europei juniores    | Bydgoszcz           | Salto in lungo      | Oro                 | 6,47 m              |                     |
| 1983                | Europei indoor      | Budapest            | Salto in lungo      | Argento             | 6,63 m              |                     |
| 1983                | Mondiali            | Helsinki            | Salto in lungo      | 12ª                 | 6,44 m              |                     |
| 1985                | Mondiali indoor     | Parigi              | Salto in lungo      | Oro                 | 6,88 m              |                     |
| 1985                | Europei indoor      | Il Pireo            | Salto in lungo      | 4ª                  |                     |                     |
| 1986                | Europei indoor      | Madrid              | Salto in lungo      | Argento             | 6,94 m              |                     |
| 1986                | Europei             | Stoccarda           | Salto in lungo      | Bronzo              | 6,89 m              |                     |
| 1987                | Mondiali indoor     | Indianapolis        | Salto in lungo      | Argento             | 6,94 m              |                     |
| 1987                | Mondiali            | Roma                | Salto in lungo      | 4ª                  | 7,01 m              |                     |
| 1990                | Europei indoor      | Glasgow             | Salto in lungo      | Bronzo              | 6,66 m              |                     |
| 1990                | Europei indoor      | Glasgow             | Salto triplo        | Argento             | 13,63 m             |                     |
| 1990                | Europei             | Spalato             | Salto in lungo      | Bronzo              | 6,94 m              |                     |
| Per la Germania     |                     |                     |                     |                     |                     |                     |
| 1991                | Mondiali            | Tokyo               | Salto in lungo      | elim. qualif.       | 6,62 m              |                     |
| 1992                | Europei indoor      | Genova              | Salto in lungo      | 5ª                  | 6,43 m              |                     |
| 1992                | Europei indoor      | Genova              | Salto triplo        | Bronzo              | 13,75 m             |                     |
| 1992                | Giochi olimpici     | Barcellona          | Salto in lungo      | elim. qualif.       | 6,42 m              |                     |
| 1993                | Mondiali indoor     | Toronto             | Salto triplo        | 5ª                  | 13,95 m             |                     |
| 1993                | Mondiali            | Stoccarda           | Salto in lungo      | elim. qualif.       | 6,44 m              |                     |
| 1993                | Mondiali            | Stoccarda           | Salto triplo        | 5ª                  | 14,19 m             |                     |
| 1994                | Europei indoor      | Parigi              | Salto in lungo      | 8ª                  | 6,45 m              |                     |
| 1994                | Europei indoor      | Parigi              | Salto triplo        | 7ª                  | 13,92 m             |                     |
| 1994                | Europei             | Helsinki            | Salto in lungo      | elim. qualif.       | 6,24 m              |                     |
| 1994                | Europei             | Helsinki            | Salto triplo        | 8ª                  | 13,77 m             |                     |

## Altre competizioni internazionali
1989
- Coppa Europa di atletica leggera ( Gateshead)

1992
- 6ª alla Coppa del mondo di atletica leggera ( L'Avana), salto triplo - 13,26 m

1994
- Coppa Europa di atletica leggera ( Birmingham)